# Giovanni Giocondo

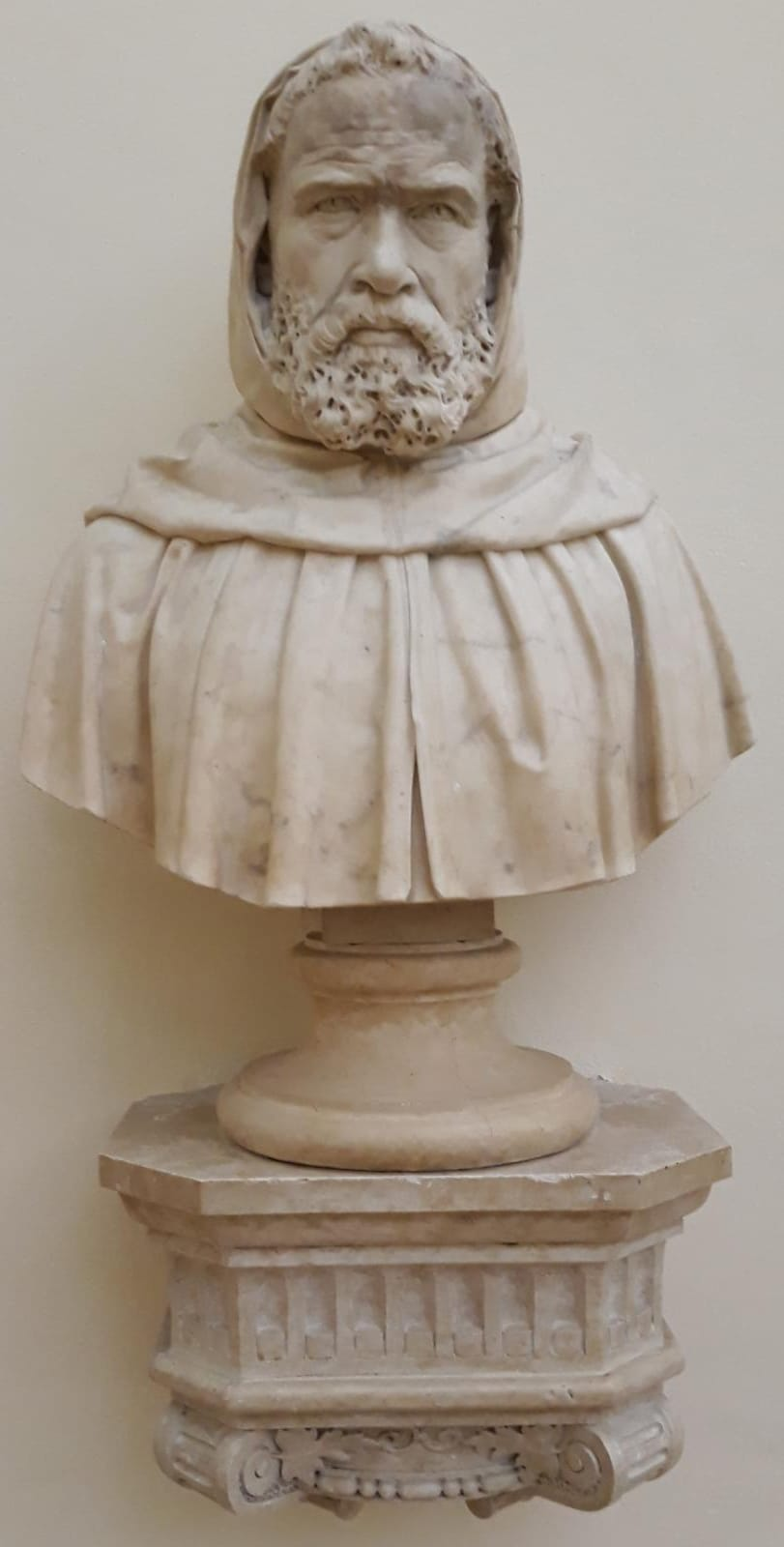
Il busto di fra Giocondo presso la Protomoteca della Biblioteca civica di Verona

Giovanni Monsignori, o Ognibene, detto fra Giocondo o fra Giovanni Giocondo da Verona (Verona, 1433 circa – Roma, 1º luglio 1515), è stato un umanista, architetto ed ingegnere militare italiano, frate domenicano.

## Biografia
Scarsissime sono le informazioni che permettano di ricostruire la vita e la lunga e poliedrica attività di fra Giocondo nonostante Giorgio Vasari gli abbia dedicato una delle sue Vite.
Particolarmente poco documentata è la prima fase della sua vita.
Entrato fin da giovanissimo nell'ordine domenicano o forse nell'ordine francescano, studiò il latino e il greco, tanto da poterlo insegnare a Verona, dove ebbe come allievo Giulio Cesare Scaligero.
Sembra che sia giunto ancora giovane a Roma dove completò la propria formazione umanistica, dedicandosi allo studio dei monumenti classici e delle epigrafi latine, rivelando interessi antiquari e archeologici. Questi studi furono raccolti in un volume, donato in seguito a Lorenzo il Magnifico, e di cui rimangono alcune copie.

### A Napoli
Dal 1489 al 1493 fu a Napoli, al servizio di Alfonso Duca di Calabria e di Ferrante d'Aragona, come progettista di fortificazioni e in tale veste fu in contatto con Francesco di Giorgio Martini, per il quale eseguì i centoventi disegni che illustrano il suo trattato di architettura. 
A lui viene attribuita anche la Cappella dei Pontano presso la chiesa di Santa Maria Maggiore alla Pietrasanta.
Contemporaneamente coltiva la sua passione antiquaria, facendo ricognizione "archeologiche e rilevando epigrafi nella zona tra Gaeta, Mola e Capua e anche oltre.
Sembra sia stato attivo nel cantiere della Villa di Poggioreale.

### In Francia

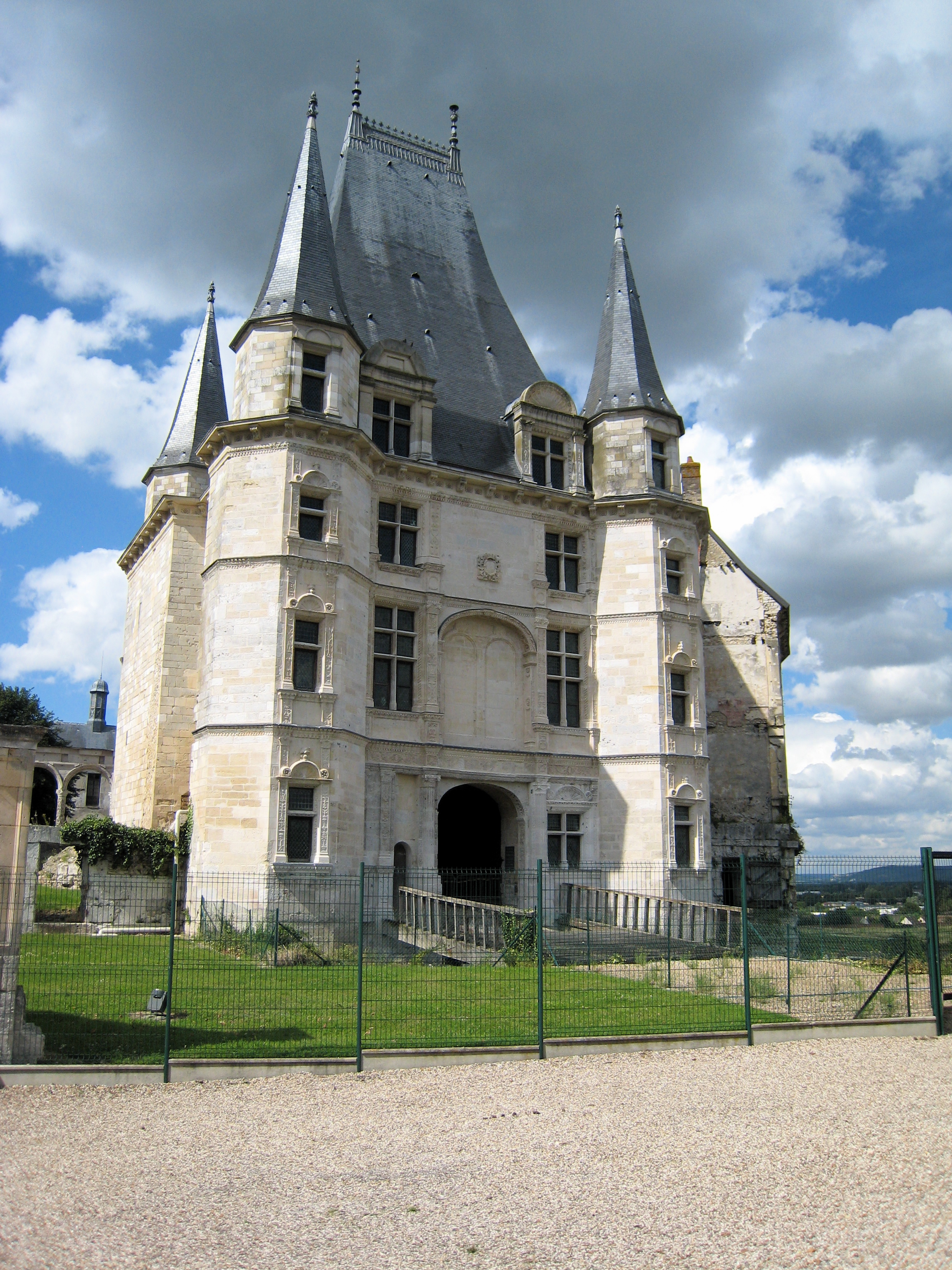
Il padiglione d'ingresso al castello di Gaillon

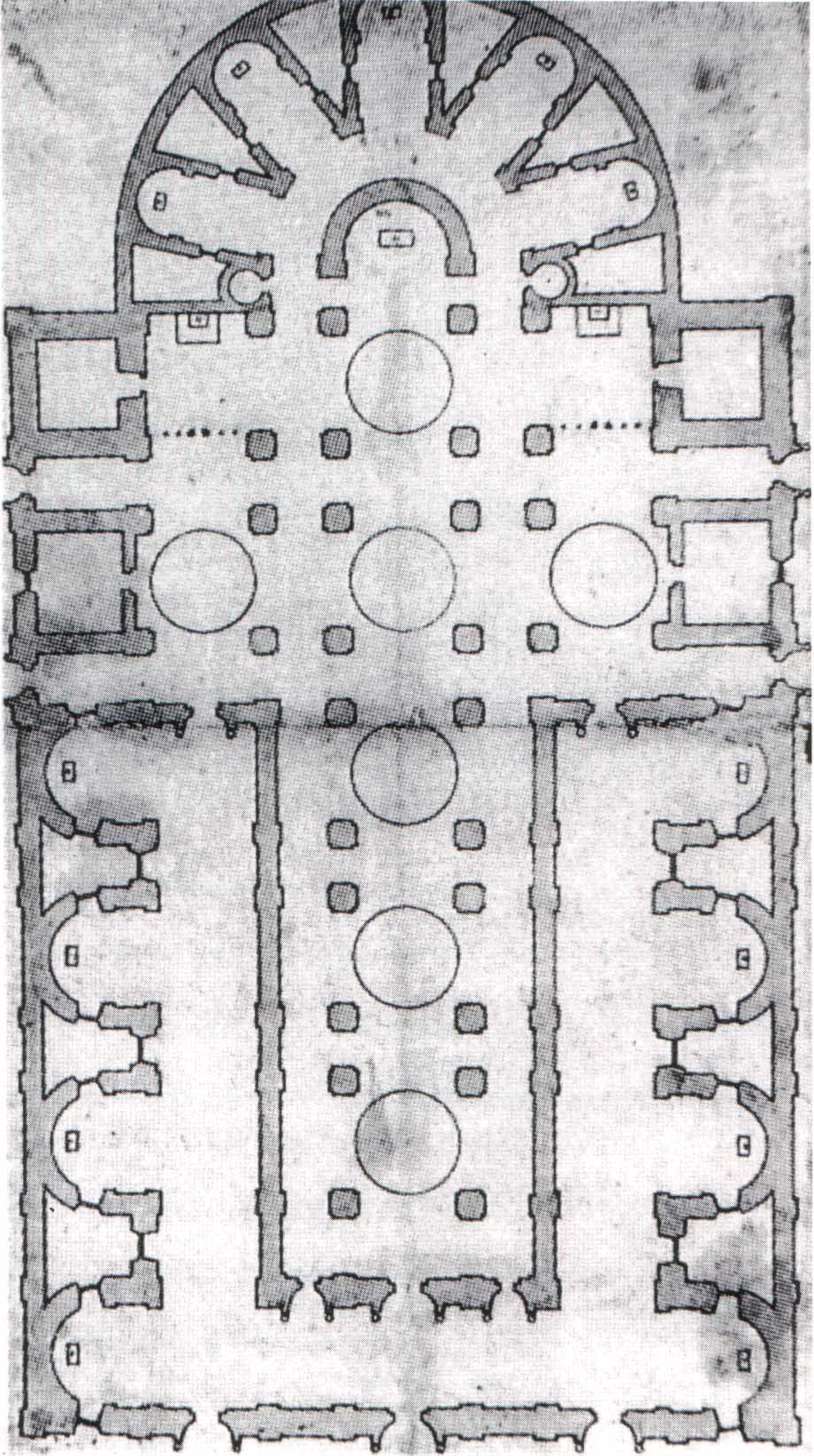
la pianta del progetti di fra Giocondo per la basilica di san Pietro

Nel 1495 si recò in Francia come architetto di corte, al seguito di Carlo VIII di Francia.
Durante il suo lungo soggiorno in Francia fu al servizio di Carlo VIII e poi di Luigi XII, ma non è facile ricostruire la sua attività progettuale. Nel 1499, sembra abbia progettato il ponte sulla Senna presso Notre-Dame, completato dopo la sua partenza. Gli viene attribuito anche lo Petit-Pont, sempre a Parigi, oltre alla Chambre Dorée del Parlamento di Parigi e alle innovazioni del linguaggio decorativo nel cantiere del Castello di Gaillon per il cardinale d'Amboise. Si occupò inoltre degli impianti idraulici dei giardini del castello di Blois.
In Francia approfondì anche gli studi filologici, entrò in contatto con l'ambiente umanistico, conobbe letterati francesi come Guillaume Budé e italiani come Giano Lascaris e Iacopo Sannazzaro, con i quali andava esplorando antiche biblioteche monastiche, scoprendo codici manoscritti contenenti opere sconosciute di autori latini classici come le Epistole tra Plinio e Traiano (il cosiddetto codice parigino) , che poi pubblicherà per i tipi di Aldo Manuzio e anche di autori medievali, che copiò accuratamente.
In Francia coltivò anche studi di geometria applicata, raccogliendo una vasta raccolta di testi.

### A Venezia
Nel 1506 ritornò in Italia e fu chiamato a Venezia per avere il suo parere, insieme ad altri esperti, circa il progressivo interramento della laguna. Fra Giocondo propose la deviazione del Brenta fuori della laguna, verso il mare e la sua proposta fu quella poi attuata. Secondo il Vasari, negli anni seguenti operò come ingegnere militare e idraulico della Repubblica Veneta, forse progettando opere idrauliche, ma probabilmente essendo impiegato come consulente più che come tecnico, e soprattutto per la supervisione delle modifiche alle fortificazioni di alcune città della Repubblica, anche oltremare.
Nel 1509 in vista della guerra della Serenissima contro la lega di Cambrai, fu inviato a Monselice, Treviso, Legnago e a Padova per predisporre le difese, e per tutta la primavera e l'estate il frate vagò nell'entroterra veneziano dando consulenze, indicazioni, consigli. A Treviso predispose, insieme con il comandante militare Bartolomeo d'Alviano, la costruzione delle mura intorno alla città. Le mura di Padova vennero invece in pochi mesi riadattate per resistere alle nuove artiglierie, con uno sforzo straordinario. Fra Giovanni Giocondo, presente a Padova tra marzo e aprile, fa abbattere gli inutili merli, costruire terrapieni a ridosso delle mura, mozzare le torri, scavare un fossato improvvisando un nuovo tipo di sistema difensivo che resisterà al terribile assedio di Massimiliano d'Austria e, dopo alcuni mesi, delle truppe spagnole grazie all'uso di terrapieni, più idonei a resistere ai colpi di artiglieria. Tale sistema che rappresenta una delle prime realizzazioni di fortificazione alla moderna, sarà in parte modificato e in parte sostituito nei decenni successivi, quando saranno approntate le fortificazioni definitive.
Nel 1508 si recò a Verona per rinforzare un ponte.
A Venezia fra Giocondo fu il primo a portare, in ritardo su Firenze e soprattutto Roma, le nuove idee di un'architettura classicista e vitruviana. Nonostante abbia realizzato poco e quel poco con attribuzione contrastata, fu per un decennio al centro di ogni dibattito architettonico e di ogni realizzazione importante.
Gli viene attribuito il progetto del Fondaco dei Tedeschi, o quanto meno l'idea, lo schema planimetrico, d'impronta razionale e vitruviana, lasciato poi ad altri per l'esecuzione.
Nel 1506 era stato consultato da papa Giulio II per la ricostruzione della basilica di San Pietro e fra Giocondo invia una "pianta di dimensioni gigantesche", con cinque cupole, ispirata al San Marco di Venezia che non mancherà di influenzare gli altri progettisti impegnati nella grande fabbrica.

### Pubblicazione delDe architecturadi Vitruvio
Durante il suo soggiorno a Venezia, Giocondo fu al centro dell'ambiente umanistico della Serenissima frequentando Bartolomeo Bembo, Pietro Bembo, Luca Pacioli, Ermolao Barbaro, Aldo Manuzio, Bartolomeo Sanvito e altri. In questo periodo fra Giocondo coltiva in modo particolare la filologia classica.
In un ambiente culturale, rivolto al culto dell'antico, nel 1511 pubblicò a Venezia, per i tipi di Giovanni Tacuino, la prima edizione illustrata del De architectura di Vitruvio, poi ristampata in successive edizioni, tra cui quella fiorentina del 1513. La grande importanza di questa edizione, oltre all'accuratezza filologica e tecnica che solo la competenza di Giocondo, letteraria e tecnica allo stesso tempo, poteva dare, era dovuta all'apparato iconografico che per l'opera vitruvina rappresenta la chiave di lettura essenziale. I 136 disegni, riprodotti in xilografia, riguardano sia aspetti architettonici, sia aspetti tecnici, come le macchine di cantiere, che dimostrano la perizia di fra Giocondo.
Oltre a Vitruvio, Giocondo curerà la pubblicazione di varie opere di autori latini come Cesare, Columella, Plinio e altri, in collaborazione con Aldo Manuzio. Nel 1503 pubblicò la traduzione latina del Mundus Novus di Amerigo Vespucci.

### A Roma
Nel 1514 partecipò al concorso per la ricostruzione del ponte di Rialto con un progetto molto lodato da Vasari, secondo il quale, fra Giocondo, sdegnato dalla preferenza accordata ad un altro progetto lasciò la Serenissima per andare a Roma dove peraltro, già nel novembre 1513, ormai ottantenne era stato nominato magister operis e in effetti, consulente di Raffaello, primo architetto della fabbrica di San Pietro, in un momento chiave della vicenda costruttiva, quando, morto Bramante, si trattava di dare una forma definitiva e più spaziosa al grande tempio. Fra Giocondo partecipa al dibattito proponendo un suo progetto.
Nel 1515 morì a Roma, ma anche su questo si hanno pochissime notizie, tanto che Vasari scrive:
« [...] morì finalmente vecchissimo, ma non si sa in che tempo appunto, né in che luogo, e per conseguenza né dove fusse sotterrato [...]».

## Opere

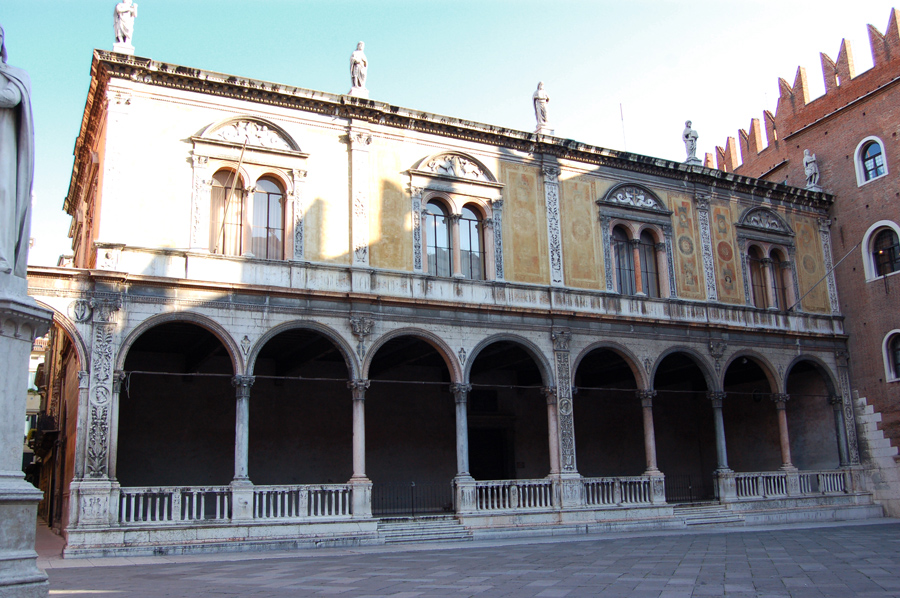
La loggia del Consiglio a Verona, attribuita da molti a fra Giocondo

Altrettanto incerte delle note biografiche, sono anche le attribuzioni di opere di architettura.
- Cappella dei Pontano a Napoli (1492). Commissionata dall'Umanista Giovanni Pontano come sepoltura per la famiglia. L'attribuzione a Giocondo è controversa, e si fa anche il nome di Francesco di Giorgio Martini.
- Loggia del Consiglio (1476-1492) a Verona. Il progetto è da alcuni, su base stilistica, accreditato a fra Giocondo, anche se non esiste documentazione che leghi il suo nome alla realizzazione dell'opera. Ancora meno fondata è l'attribuzione a fra Giocondo della facciata della chiesa di Santa Maria della Scala, sempre a Verona. Del resto il frate trascorse ben poca parte della sua maturità nella città natale e quindi non sembra probabile un'intensa attività nella città scaligera.
- Le Pont Notre-Dame a Parigi (1500-1508) progettato completamente in pietra, completato dopo la sua partenza, modificato in seguito, anche con la costruzione di botteghe e abitazioni ai due lati, e poi definitivamente ricostruito nel XIX secolo.